# Real Compañía de Comercio de Barcelona a Indias

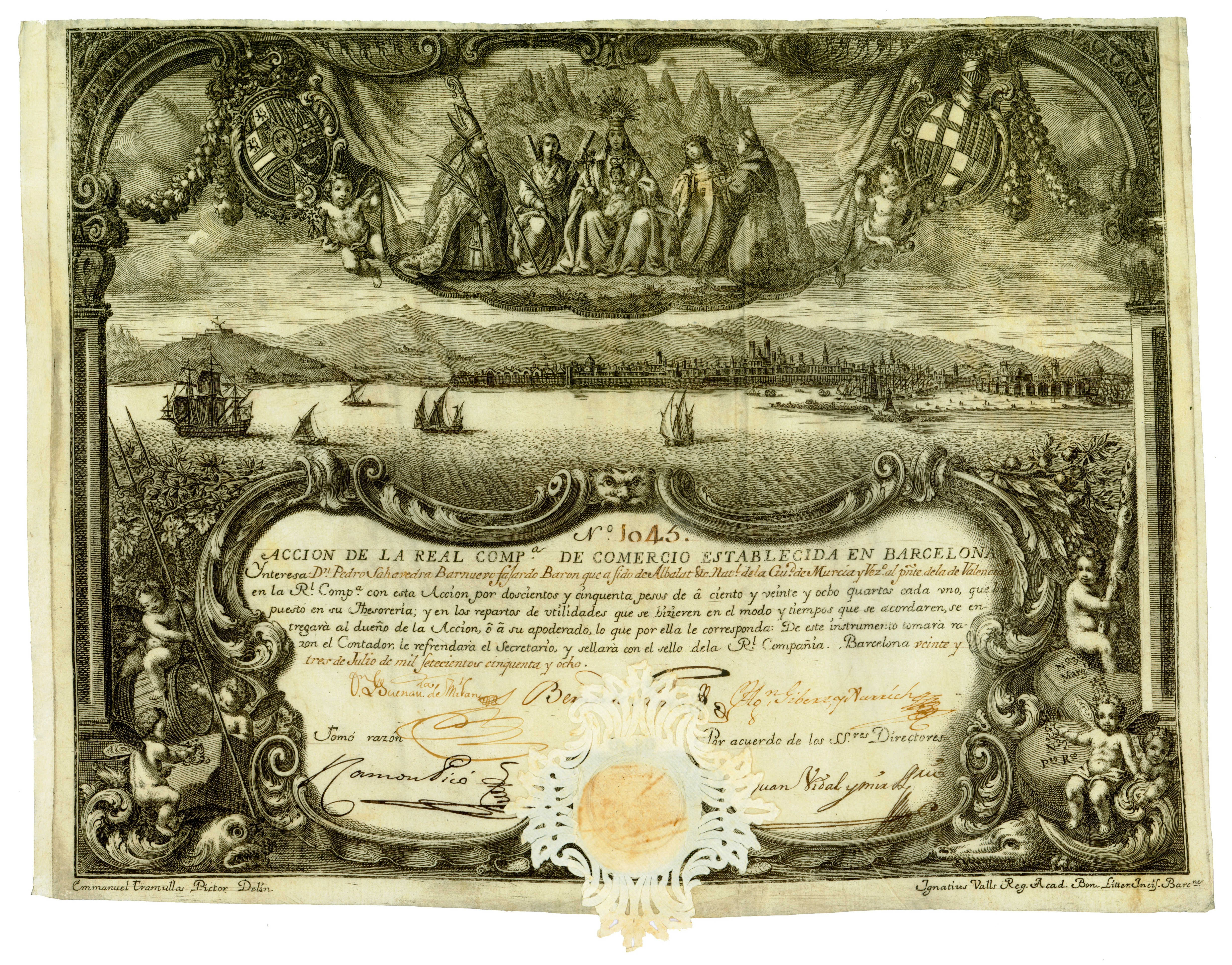
Aktie der Compañía de Comercio de Barcelona vom 23. Juli 1758

Real Compañía de Comercio de Barcelona a Indias war eine Handelsgesellschaft, die 1755 in Barcelona gegründet wurde und 1785 in der Real Compania de Filipinas aufging.

## Geschichte
Die Handelsherren und Kaufleute von Barcelona versuchten unter der Regierung von König Ferdinand VI., ihre merkantilen Ziele durch die Gründung einer großen Gesellschaft zu erreichen. 1755 entstand dadurch mit königlicher Einwilligung die Real Compañía de Comercio de Barcelona a Indias.
Im Gründungsdokument gibt es folgende Ausführungen: „… Seine Majestät hatte die Güte, der Stadt Barcelona mit ihrer Gesellschaft Real Compañía de Comercio für die Inseln Santo Domingo, Puerto Rico und Margarita zu gestatten, …“
Das Gesellschaftskapital wurde auf 1 Million Pesos festgesetzt. Die vorgesehenen 4000 Aktien hatten einen Nennwert von je 250 Pesos zu 128 Vierteln.
Durch königliches Dekret wurde die Satzung der Gesellschaft im April 1756 genehmigt und sie wurde unter die Schirmherrschaft der Jungfrau von Montserrat gestellt. Der Sitz der Gesellschaft war Lonja del Mar in Barcelona. Neben dem Monopol für den Handel mit den Inseln Santo Domingo, Puerto Rico und Margarita erhielt die Gesellschaft auch das Monopol für Segelfahrten nach Honduras und Guatemala.
Neben dem Handel betrieb die Gesellschaft auch einen ausgedehnten Sklavenexport aus Afrika nach Mittelamerika. Zu Beginn verwendete die Gesellschaft nur zwei Galeonen als Handelsschiffe, die mit Geschützen zum Schutz vor Piraten bestückt waren.
Da das Aktienkapital auch 1762 noch nicht komplett gedeckt war, musste die Gesellschaft ein Darlehen über 120.000 Pesos aufnehmen.
Nachdem der Gesellschaft der Handel mit Buenos Aires erlaubt wurde, zahlte sie 1771 erstmals eine Dividende aus.
Die Gesellschaft verlor ihre Monopolstellung beim Handel mit Honduras und Guatemala schon 1765. Aufgrund mangelnder finanzieller Mittel und in der Folge des Krieges mit England wurde die Schifffahrt der Gesellschaft nahezu stillgelegt. Die Krise endete 1785, als die Gesellschaft in der Real Compania de Filipinas aufging und ihr Name dadurch erlosch.